# Plame-Affäre

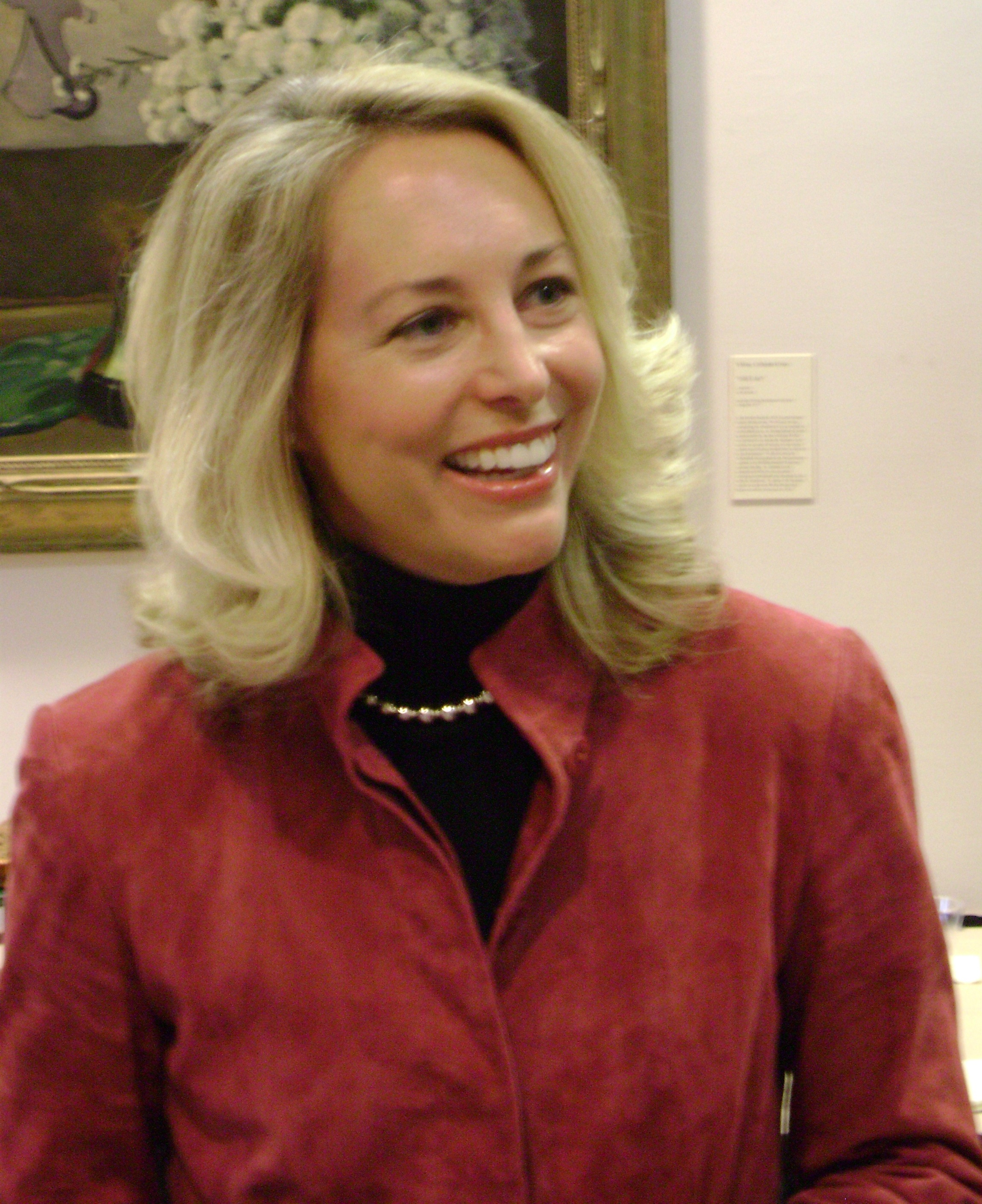
Die ehemalige CIA-Agentin Valerie Plame

Die Plame-Affäre bezeichnet einen politischen Skandal in den Vereinigten Staaten im Umfeld des Irak-Kriegs 2003. Nachdem Joseph C. Wilson, ein ehemaliger US-Botschafter im Irak und Gegner des Irakkriegs unter der Präsidentschaft von George W. Bush, den Irakfeldzug der USA öffentlich heftig kritisiert hatte, wurde die Undercover-Agententätigkeit seiner Ehefrau Valerie Plame für die CIA von Mitarbeitern der Bush-Administration an die Medien durchgestochen, wodurch sie enttarnt wurde. Valerie Plame und Joseph Wilson führten das auf einen Racheakt der damaligen Regierung unter Präsident Bush zurück. Das Bekanntmachen der Agententätigkeit einer Person für eine US-Behörde steht in den USA unter Strafe.
Der hohe Ermittlungsdruck der Behörden richtete sich zunächst länger gegen eine Reihe von Journalisten, die ihre Quellen für die illegale Enthüllung nicht preisgeben wollten. Judith Miller von der New York Times musste daher 85 Tage in Beugehaft. Im März 2007 wurde schließlich Lewis Libby, der Stabschef von Vizepräsident Dick Cheney, wegen Meineid und Falschaussagen während der Untersuchungen zu einer 30-monatigen Haft- und hohen Geldstrafe verurteilt, jedoch am Ende von Präsident Bushs Amtszeit von diesem im Umfange des Erlasses der Haftstrafe teilweise und am 13. April 2018 von Präsident Donald Trump  vollständig begnadigt. Als Hauptquelle für die illegale Enthüllung von Plame bekannte sich später Vize-Außenminister Richard Armitage, der straflos blieb.

## Hintergrund
Hintergrund der Affäre bildeten vermeintliche Versuche des Irak, sich Materialien zum Bau einer Atombombe zu beschaffen. Die US-Regierung veröffentlichte über einen längeren Zeitraum vor dem Irakkrieg 2003 Informationen, nach denen sich der Irak unter Saddam Hussein Zentrifugenröhren zur waffentauglichen Anreicherung von Uran und auch den nötigen Rohstoff Uranoxid (auch: Yellow Cake) in großen Mengen beschafft habe. Dazu präsentierte sie auch eine Reihe von Dokumenten, die diese Behauptung angeblich stützten. Nach Ansicht der US-Regierung war der damals bereits in Vorbereitung befindliche Angriff auf den Irak daher völkerrechtlich erlaubt. Der ehemalige Diplomat Joseph Wilson reiste im Auftrag der US-Regierung in den afrikanischen Staat Niger, von dem der Irak angeblich das Uranoxid gekauft hatte, um den Vorwürfen nachzugehen. Wilson fand dabei heraus, dass der behauptete Uranoxid-Kauf des Irak im Niger mit hoher Wahrscheinlichkeit nie stattgefunden hatte und dass die von der US-Regierung publizierten Beweisdokumente Fälschungen waren. Als er in der Folge feststellte, dass die US-Regierung seine Ergebnisse faktisch ignorierte und weiter Kriegsvorbereitungen traf, publizierte er über die Ergebnisse seiner Afrikareise einen Artikel in der New York Times mit dem Titel „What I Didn't Find in Africa“. Dieser erschien unter der Rubrik „Meinung“ (Opinion). Bereits in den ersten beiden Sätzen warf Wilson der Bush-Regierung darin gravierende Manipulationen und Fälschungen vor, um einen militärischen Angriff auf den Irak zu rechtfertigen.
Erst nach den obigen Entwicklungen fand die illegale Enttarnung der CIA-Tätigkeit von Wilsons Ehefrau Plame statt. Die eigentlich bei weitem gravierenderen Vorgänge um die durch die US-Regierung verbreiteten Falschinformationen, auf deren Grundlage letztlich der Irak tatsächlich angegriffen und acht Jahre lang besetzt wurde, gingen in der Berichterstattung über die Plame-Affäre weitgehend unter.

## Entwicklung
Valerie Plame ist die Ehefrau von Joseph C. Wilson IV und war bis zu der Affäre Mitarbeiterin der CIA. Wilson reiste kurz vor der amerikanischen Irak-Invasion 2003 im Auftrag der US-Regierung in den afrikanischen Staat Niger, um Hinweisen auf den Kauf von Uran durch den Irak nachzugehen. Nach seinen Aussagen ergab die Reise, dass der Verdacht völlig unbegründet gewesen sei und vermutlich auf gefälschten Dokumenten beruhte, was später von der Internationalen Atomenergieorganisation (IAEO) bestätigt wurde. Wilson berichtete diese Ergebnisse der US-Regierung. Die Bush-Regierung verwendete die angeblichen Urankäufe jedoch weiterhin als einen der politischen Hauptgründe für einen Krieg gegen den Irak.
Am 6. Juli 2003 publizierte ihr Ehemann einen kritischen Artikel über seine Erkenntnisse in der New York Times („What I Didn’t Find in Africa“). Es ist erwiesen, dass Personen aus dem Umfeld der Bush-Regierung später Informationen über die Geheimdiensttätigkeit seiner Ehefrau an verschiedene wichtige US-Medien gaben, darunter an die Washington Post. Deren Kolumnist Robert Novak schrieb in einem Artikel, Wilson habe den Auftrag, nach Niger zu reisen, aufgrund nepotistischer Verbindungen seiner Ehefrau erhalten. Kurz nach Novak schrieb auch der Journalist Matthew Cooper von der Wochenzeitschrift Time Magazine, zwei Regierungsbeamte hätten ihm mitgeteilt, Wilsons Frau sei CIA-Agentin.
Diese Vorgänge werden allgemein als eine Art Racheakt interpretiert, mit der Absicht, Wilson zu diskreditieren. Die Gefährdung des Lebens seiner Ehefrau Valerie Plame wurde dabei billigend in Kauf genommen.
Die eigentliche Affäre lag insbesondere auch darin, dass der Verrat von Plames Geheimdienst-Tätigkeit nach US-Gesetzen ein schweres kriminelles Vergehen darstellte. Mit Valerie Plame flog auch die Tarnfirma der CIA Brewster-Jennings & Associates auf, die der Agentin das notwendige Cover verschafft hatte.
In der Folge gerieten zahlreiche Journalisten in die Kritik, weil sie ihre Informanten aus Regierungskreisen gegen eine Strafverfolgung deckten. Daraufhin entspann sich eine hitzige Debatte über die Rolle der Presse in den USA, einige Journalisten wurden zeitweilig in Beugehaft genommen.
Wilson nahm später an dem Film Uncovered: The War on Iraq teil und publizierte im Mai 2004 ein Buch (deutsch Politik der Wahrheit, dt. erschienen Juni 2004).
Im Oktober 2005 wurde Lewis Libby, der Stabschef von US-Vizepräsident Dick Cheney, unter anderem wegen Meineids und Behinderung der Justiz verhaftet, vor Gericht gestellt und zu einer Freiheitsstrafe von 30 Monaten und einer Geldstrafe von 250.000 $ verurteilt. Zudem verlor er seine Anwaltszulassung. Im Juli 2007 erhielt er eine teilweise Begnadigung durch den damaligen US-Präsidenten und Parteifreund George W. Bush, der ihm die Haftstrafe erließ. Mitte 2018 wurde er vollständig durch Donald Trump begnadigt.

## Vorwürfe der US-Regierung an den Irak über den Bau von Atomwaffen
Eine ausführliche Darstellung, welche Vorwürfe die US-Regierung gegenüber dem Irak erhob und dass diese alle nachträglich widerlegt wurden, findet sich im Artikel Begründung des Irakkriegs im Abschnitt „Bau von Atombomben“.
Insbesondere äußerte sich die Bush-Regierung vielfach zu zwei Verdachtsmomenten, die gegenüber der Öffentlichkeit mehrfach als praktisch gesicherte Tatsachen dargestellt wurden. Demzufolge hätte sich der Irak Zentrifugenröhren aus Aluminium zur waffentauglichen Anreicherung von Uran und dazu auch den nötigen Rohstoff Uranoxid (auch: Yellow Cake) in großen Mengen beschafft.

### Aluminiumröhren
Im Jahre 2002 wurde eine Ladung Aluminiumröhren, die für den Irak bestimmt war, abgefangen. Man ging zunächst davon aus, diese Röhren seien für den Bau von Gaszentrifugen zur Uran-Anreicherung bestimmt. In diesem Sinne veröffentlichte, neben vielen anderen, auch die Journalistin Judith Miller in der New York Times Artikel unter Berufung auf anonyme, regierungsnahe Quellen. Eine Untersuchungskommission von Atomfachleuten unter Leitung des früheren Leiters der Zentrifugenentwicklung am Oak Ridge National Laboratory, des Physikers Houston G. Wood III wies diese Vermutung als falsch zurück. Trotzdem wurde dies eine wesentliche Begründung der USA für den Krieg gegen den Irak im Jahre 2003.

### Uranoxid (Yellowcake)
Zur Anreicherung von Uran bedarf es außer den oben erwähnten, später als erkennbar untauglich entlarvten Röhren auch Uran (Yellowcake). Als im Jahr 2002 in Italien Vertragsunterlagen auftauchten, die zu zeigen schienen, dass Saddam Hussein im Niger versuchte, Uranoxid zu beschaffen, wurde der Berufsdiplomat Joseph C. Wilson IV in den Niger entsandt, um die Bedrohungslage zu prüfen. Er kam zu dem Ergebnis, dass es sich bei den Unterlagen um plumpe Fälschungen handele. Dies wurde nicht berücksichtigt, sondern man gab als völkerrechtliche Begründung für den Krieg gegen den Irak weiterhin Saddam Husseins angebliches Streben nach Atomwaffen an.

## Verlauf der Ermittlungen

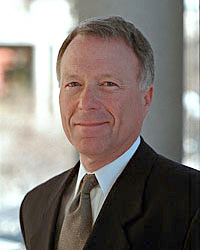
Lewis „Scooter“ Libby, Stabschef von US-Vizepräsidenten Dick Cheney

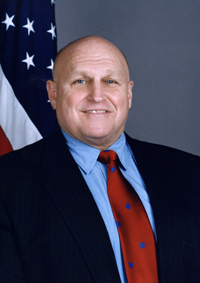
Vizeaußenminister Richard Armitage gab 2006 zu, dass er die Quelle war, die die Geheimdienst-Tätigkeit von Valerie Plame für die CIA illegalerweise an die Presse verraten hatte. Er blieb straflos.

Mit dem Artikel von Robert Novak in der Washington Post war die Agententätigkeit von Valerie Plame für die CIA enttarnt und damit möglicherweise ein Straftatbestand nach Title 50 Section 421 USC gegeben. Der Staatsanwalt Patrick Fitzgerald erhielt den Ermittlungsauftrag am 30. Dezember 2003.

### Strafvorschrift
Title 50 Section 421 U.S. Code sieht Gefängnis- oder Geldstrafe vor, wenn ein Geheimnisträger vorsätzlich die Identität eines Geheimagenten im Dienste der USA offenlegt.
Nach herrschender Meinung erfüllt ein Journalist, dem Geheiminformationen zugetragen werden, den Straftatbestand nicht, sein Informant hingegen wohl. Anders wäre es, wenn der Journalist selbst Geheimnisträger wäre, oder sich bewusst Geheimmaterial verschafft hätte. Interessant ist hier die Behauptung Judith Millers, einer Journalistin der New York Times, sie sei 2003 im Zuge der Suche nach den bisher nicht auffindbaren ABC-Waffen Saddam Husseins zur Geheimnisträgerin ernannt worden. Sie wurde 2005 ebenfalls zu Beugehaft verurteilt.

### Problematische Vorladungen an Journalisten
Am 24. Mai 2004 lud die Staatsanwaltschaft Matt Cooper als Zeugen vor das Untersuchungsgericht. Eine Klage der Wochenzeitschrift gegen die Vorladung wurde abgewiesen. Der Stabschef des Vizepräsidenten, Lewis Libby, stellte Cooper frei, über vertrauliche Gespräche mit ihm auszusagen. Cooper kam daraufhin der Vorladung nach und sagte aus.
Am 12. August 2004 wurde auch die Journalistin Judith Miller vorgeladen. Auch ihre Zeitung, die New York Times, klagte erfolglos gegen die Vorladung. Im Gegensatz zu Cooper weigerte sich Miller aber weiterhin auszusagen und wurde daher in Beugehaft genommen. Nach 85 Tagen Beugehaft erhielt sie eine Aussagegenehmigung von Libby und entschloss sich, ebenfalls auszusagen. Libbys Anwalt erklärte dazu, eine Aussagegenehmigung habe Miller von Anfang an vorgelegen.

### Anklageerhebung gegen I. Lewis Libby
Am 28. Oktober 2005 wurde gegen Libby, der bis dahin Stabschef des Vizepräsidenten war, Anklage erhoben. Dieser trat sofort von seinem Amt zurück. Die Anklage erfolgte nicht wegen der ursprünglich zu ermittelnden Straftat der Enttarnung einer Geheimagentin, sondern weil die Staatsanwaltschaft Libby beschuldigte, im Ermittlungsverfahren mehrfach, teils unter Eid, die Unwahrheit gesagt zu haben.
Im März 2007 wurde er deswegen und wegen Justizbehinderung von einem Geschworenengericht in Washington schuldig gesprochen und im Juni 2007 dafür zu 30 Monaten Haft sowie 250.000 Dollar Geldstrafe verurteilt. Der zu der Zeit amtierende amerikanische Präsident George W. Bush übte allerdings Anfang Juli 2007 sein Recht auf Begnadigung aus und erließ die Haftstrafe, weil das Strafmaß übertrieben sei. Die Geldstrafe und die Bewährungsfrist von zwei Jahren blieben aber weiterhin bestehen.
Im Jahr 2006 bekannte sich der damalige Vizeaußenminister der Vereinigten Staaten Richard Armitage als Quelle für die Enttarnung der CIA-Agentin Valerie Plame.

## Kulturelle Rezeption

### Verfilmung
2008 erschien der von Rod Lurie gedrehte Film Nichts als die Wahrheit. Lurie, der auch das Drehbuch schrieb, ließ sich darin durch die Geschehnisse der Plame-Affäre inspirieren. Der Film stellt eine Journalistin in den Vordergrund, die in Beugehaft genommen wird, da sie ihre Quelle nicht preisgibt.
2010 nahm sich der US-amerikanische Regisseur Doug Liman der Affäre an und verfilmte diese unter dem Titel Fair Game mit Naomi Watts in der Rolle der Valerie Plame und Sean Penn als Joseph Wilson.
Die 2015 im Rahmen von Amazons Pilot-Projekt erstmals vorgestellte Dramedy-Serie Patriot ist von Plames Agentenrolle inspiriert. Hier handelt es sich um das fiktive Erdöl-Infrastrukturunternehmen McMillan, in das der Protagonist eingeschleust wird, um das iranische Atomprogramm zu überwachen und behindern.

### Musik
2008 veröffentlichte die US-amerikanische Indie-Folk-Band The Decemberists auf ihrer EP Always The Bridesmaid: Volume 1 den Titel Valerie Plame, der textlich ihre Geheimdiensttätigkeit und spätere Enttarnung aufgreift.